# Viện Hàn lâm Khoa học và Nghệ thuật Hoa Kỳ
Viện Hàn lâm Khoa học và Nghệ thuật Hoa Kỳ (American Academy of Arts and Sciences) là một trong những tổ chức học thuật lâu đời nhất ở Hoa Kỳ, được thành lập vào ngày 4 tháng 5 năm 1780. Nó được dành cho sự tiến bộ và nghiên cứu các vấn đề xã hội, khoa học và trí tuệ quan trọng trong ngày.
Tư cách thành viên trong Viện đạt được thông qua một quá trình kiến nghị, xem xét và bầu cử kỹ lưỡng và được coi là một vinh dự cao về thành tích học thuật và xã hội kể từ khi Viện được thành lập trong Cách mạng Mỹ bởi John Adams, John Hancock, James Bowdoin, và những người khác cùng thời với họ, những người đã đóng góp nổi bật cho việc thành lập quốc gia mới, chính phủ và Hiến pháp Hoa Kỳ.
Ngày nay, Viện có chức năng kép: bầu chọn thành viên từ những bộ óc giỏi nhất và những nhà lãnh đạo có ảnh hưởng nhất, được rút ra từ khoa học, sự thông thái, kinh doanh, công vụ và nghệ thuật, từ mỗi thế hệ, và tiến hành nghiên cứu chính sách để đáp ứng nhu cầu của xã hội. Các dự án lớn của Viện hiện tập trung vào giáo dục và nghiên cứu đại học, nhân văn và nghiên cứu văn hóa, tiến bộ khoa học và công nghệ, chính trị, dân số và môi trường, và phúc lợi của trẻ em. Dædalus, tạp chí hàng quý của Viện, được coi là một trong những tạp chí trí tuệ hàng đầu thế giới.
Viện có trụ sở tại chính Cambridge, Massachusetts.